# Édouard Fougeirol
Édouard Fougeirol, né le 9 avril 1843 aux Ollières-sur-Eyrieux (Ardèche) et mort le 12 août 1912 aux Ollières, est un homme politique français.

## Biographie
Fils d'un industriel de la soie vivant dans la Vallée de l'Eyrieux marqué par le protestantisme, Édouard Fougeirol prend la suite de son père après des études à l'école Polytechnique. Maire des Ollières en 1870, conseiller général du canton de Privas en 1871, il est enfin élu député républicain de l'Ardèche en 1883, lors d'une élection partielle. Il conserve son mandat jusqu'en 1896, date à laquelle il entre au Sénat où il s'inscrit au groupe de l'Union républicaine. Réélu sénateur en 1903, il ne se représente pas en 1912. Ses interventions, tant à la Chambre qu'au Sénat se limitent aux questions douanières et à celles relatives à l'industrie de la Soie. Son petit-fils Guy Fougeirol (1904-1979), fut conseiller général de La Voulte-sur-Rhône et maire de Saint-Laurent-du-Pape.

## Sources
- « Édouard Fougeirol », dans Adolphe Robert et Gaston Cougny, Dictionnaire des parlementaires français, Edgar Bourloton, 1889-1891 [détail de l’édition]
- « Édouard Fougeirol », dans le Dictionnaire des parlementaires français (1889-1940), sous la direction de Jean Jolly, PUF, 1960 [détail de l’édition]